# Tadeusz Szafran (artysta)
Tadeusz Szafran (ur. 31 stycznia 1886 w Przemyślu, zm. 2 grudnia 1955 w Krakowie) – polski artysta ceramik, pedagog.

## Życiorys
W latach 1905—1910 studiował na Akademii Sztuk Pięknych w Krakowie pod kierunkiem Floriana Cynka, Józefa Pankiewicza i Leona Wyczółkowskiego; edukację pod kątem ceramiki uzupełnił do 1913 w Königliche Keramische Fachschule w Höhr koło Koblencji. Działalność pedagogiczną prowadził od jesieni 1913, kiedy na rok został kierownikiem klasy ceramiki w szkole rzemiosła artystycznego w Weimarze. Następnie uczył rysunku w szkołach realnych w Kromieryżu (1915) i w Krośnie (1915—1918), z przerwą na służbę wojskową — wiosną 1915 został powołany do armii austriacko-węgierskiej, a od lipca do listopada tego roku służył w Legionach Polskich jako kanonier.
W 1918 przeniósł się do Drohobycza, gdzie został dyrektorem fabryki dachówek oraz zawiadowcą Drohobyckiej Spółki Przemysłowej i Budowlanej. Po trzech latach przeprowadził się do Krakowa, gdzie w 1921 rozpoczął pracę nauczyciela w Państwowej Szkole Przemysłu Artystycznego w Krakowie (późniejszej Państwowej Szkole Sztuk Zdobniczych i Przemysłu Artystycznego). Kierował tamtejszą pracownią ceramiki z warsztatem w dzielnicy Podgórze przy ul. Stromej 5. Prace uczniów Szafrana były sprzedawane na potrzeby utrzymania szkoły; prezentowano je na wystawach, zdobyły też brązowy medal na Wystawie Międzynarodowej Sztuk Dekoracyjnych i Przemysłu Współczesnego w Paryżu w 1925. Na stanowisku kierowniczym artysta pozostawał do czasu przeniesienia w stan spoczynku w wyniku reorganizacji szkoły w 1932. Podczas pobytu w Krakowie, na początku lat 30., Szafran był związany z Cechem Artystów Plastyków „Jednoróg”.
Od 1912 publikował w różnych pismach artykuły i wzmianki na temat ceramiki, także dotyczące aspektów technologicznych i edukacyjnych. Od 1925 współpracował z czasopismem „Rzeczy Piękne”.
W 1933 znalazł zatrudnienie jako dyrektor techniczny w Fabryce Fajansu Stanisława Mańczaka w Chodzieży, gdzie pracował do upadku fabryki w 1936. Od 1936 do 1939 współpracował z Towarzystwem Popierania Przemysłu Ludowego, prowadząc kursy ceramiki. W 1938 otworzył warsztat ceramiczny w Strumieniu na Śląsku Cieszyńskim, gdzie kształcił garncarzy ludowych, założył też szkołę garncarsko-kaflarską.
W 1941 wrócił do Krakowa, gdzie do 1943 uczył w Staatliche Kunstgewerbeschule. Po zakończeniu wojny wyjechał do Bolesławca, gdzie uruchomił cztery zakłady ceramiczne, poczynając od fabryki Reinholda; jako ich kierownik techniczny opracowywał receptury mas garncarskich i polew. Został też radnym miejskim Bolesławca, a w 1946 przewodniczącym tamtejszej rady miejskiej.
Do Krakowa wrócił ponownie w 1950 i rozpoczął współpracę z Cepelią jako rzeczoznawca do spraw ceramiki. Współpracę z przemysłem zakończył w 1953; zmarł w Krakowie 2 grudnia 1955 i został pochowany na cmentarzu Podgórskim.

## Twórczość
W swojej twórczości artystycznej Tadeusz Szafran tworzył naczynia toczone na kole garncarskim, o wyważonych proporcjach, wykonywane w różnych materiałach ceramicznych — kamionce, fajansie, glinkach żelazistych szkliwionych. Komponował własne receptury szkliw krystalicznych i redukcyjnych, bazujące na tlenkach miedzi, żelaza, niklu i kwasu tytanowego. Stosowane na powierzchni naczyń dawały artystyczny efekt kojarzący się z ornamentami roślinnymi. Od 1925 zdobił naczynia wytrawiając tło kwasem na czarnym szkliwie (technikę tę stosował też dla dzieł powstałych w okresie życia w Bolesławcu).
W latach 20. i 30. XX wieku projektował wyroby dla fabryki porcelany w Ćmielowie, czego dowodem są zachowana w zbiorach Muzeum Narodowego w Krakowie sygnowana przez Szafrana ćmielowska patera z 1926 oraz model figurki Twardowskiego na kogucie. 
Prace artysty znajdują się w zbiorach Muzeum Ceramiki w Bolesławcu (wraz z recepturami szkliw i rękopisami wywiadów), Muzeum Narodowego w Krakowie, Muzeum Narodowego we Wrocławiu.

## Upamiętnienie
Imieniem Tadusza Szafrana nazwano ulicę w krakowskiej dzielnicy Podgórze.